# Leonardo Dati
Leonardo di Piero Dati (* 1360 in Florenz; † 16. März 1425 ebenda) war ein italienischer Dominikaner und Humanist.

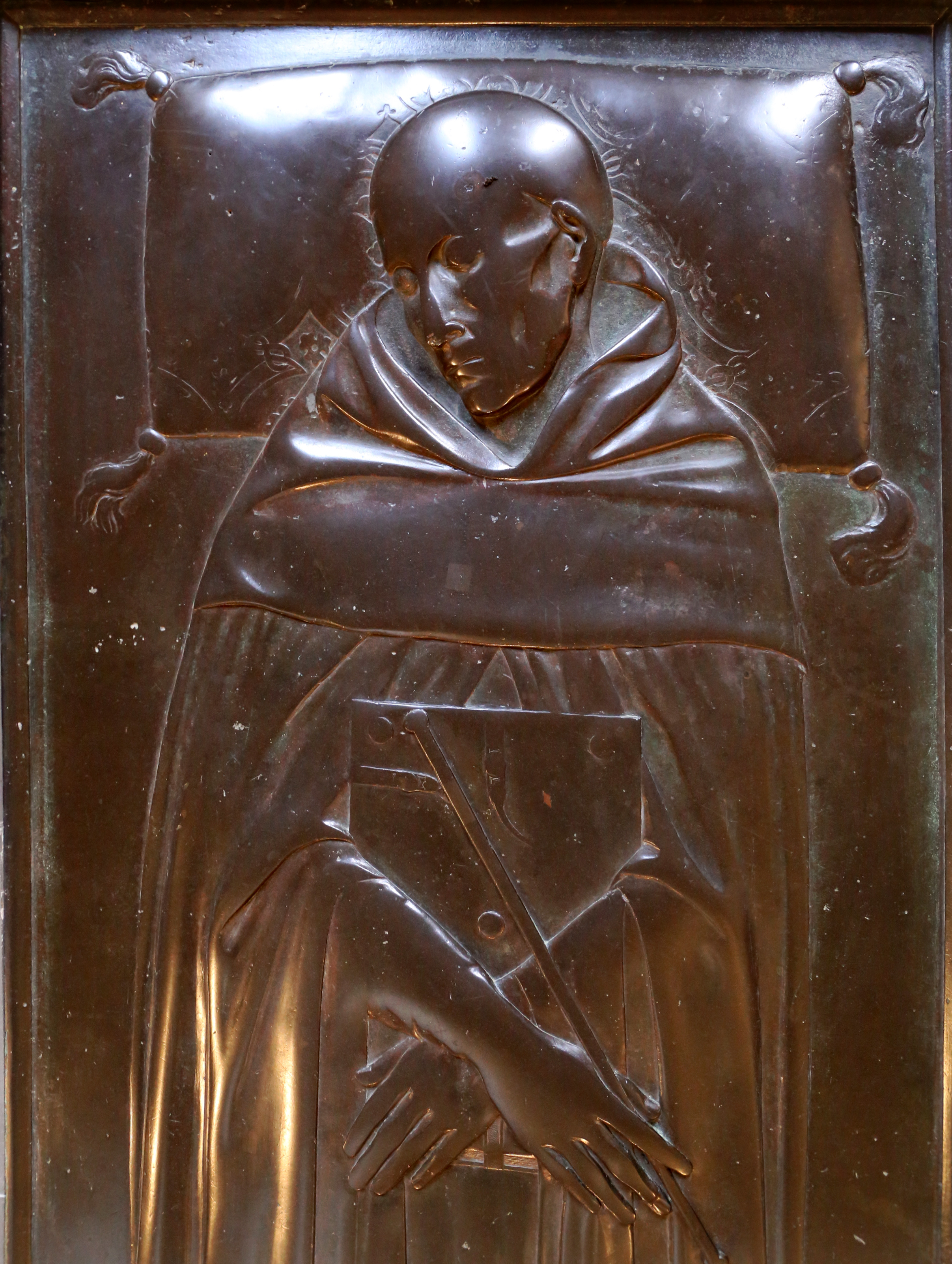
Grab von Leonardo di Piero Dati in Santa Maria Novella in Florenz, Lorenzo Ghiberti zugeschrieben

## Leben
Dati war der Sohn von Anastasio Dati und Ghita Taoni.
Dati wurde 1401 Prior von Santa Maria Novella und von 1407 bis 14. September 1414 war er Magister sacri palatii. 1409 nahm er am Konzil von Pisa teil. Im gleichen Jahr wurde er Inquisitor in Bologna. Während des Großen Schismas war Dati das Oberhaupt der Dominikaner der römischen Obödienz. Zur Zeit des Konzils von Konstanz wurde Dati 1414 Generalmeister des wiedervereinigten Dominikanerordens. Er war einer von sechs italienischen Delegierten im Konklave von 1417. Dati konzentrierte sich dann auf die interne Reform des Ordens und verfasste die Abhandlung Lamentationes de regularibus observantiis lapsis, in der er seine tiefe Unzufriedenheit über die Laxheit und Verwirrung des Ordens zum Ausdruck brachte. Seine Predigten in Pisa und Konstanz enthalten Verweise auf literarische Texte, und er war als Autor von Kommentaren zu Aristoteles bekannt. Leonardo unterstützte auch seinen Bruder Gregorio, einen Florentiner Kaufmann und Tagebuchschreiber, finanziell.
Datis Predigten am Fest des Heiligen Franziskus (Oktober 1416) und am Fest der Beschneidung Jesu (Januar 1417) plädierten für Respekt vor der päpstlichen Macht und Reformen im Rahmen der etablierten Ordnung. Die frühere Predigt löste einen Austausch polemischer Memoranden zwischen Dati und Anhängern der konziliaren Vorherrschaft aus. Dati ging dann in der späteren Predigt auf die in diesem Austausch aufgeworfenen Fragen ein. Datis Diskussion über die Beschneidung war für seine Zeit traditionell und beschrieb den jüdischen Ritus als durch die Taufe abgelöst.
Er eröffnete 1423 das Konzil von Pavia im Namen von Papst Martin V. Dieser ernannte ihn am 16. März 1425 während des geheimen Konsistoriums zum Kardinaldiakon in pectore. Am gleich Tag starb er. Die Gesandten des Papstes, die ihm die Nachricht überbrachten, brachten die Kardinalsinsignien auf seinem Sarg an.
Er ist in der Cappella Rucellai in Santa Maria Novella begraben. Sein Grabstein wird Lorenzo Ghiberti zugeschrieben.